# Каменка (Пильнинский район)
Каменка — село в Пильнинском районе Нижегородской области, входит в состав Медянского сельсовета.

## Описание
Расположено на левом берегу Медяны недалеко от места её впадения в Суру. Находится в 11 км к юго-востоку от посёлка Пильна, в 160 км от Нижнего Новгорода, в 20 км к западу от Шумерли. На севере к селу примыкает небольшое село Романовка.
Через село проходит автодорога Шумерля — Мамешево (на Пильну, Сергач). Ближайшая ж.-д. станция находится в Пильне (на линии Арзамас — Канаш).
В селе расположена одна из достопримечательностей района — Церковь Иоанна Богослова 1779 года постройки.
Село известно по доступным документальным источникам с конца XVII века, по административному делению того времени входило в Алатырский уезд, Пьянский стан. 27 декабря 1780 года при образовании Симбирского наместничества вошло в Курмышский уезд. С 1891 года в составе Знаменской волости Курмышского уезда.
| 2002 | 2010 |
| ---- | ---- |
| 321  | ↘285 |